# Topikal administration
Topikal administration (fra græsk, topos, "sted") af lægemidler er en administrationsvej, hvor lægemidlet bliver anvendt på kropsoverfladen. Dette omfatter anvendelse på huden og på slimhinder, herunder slimhinder i næse, øjne, øre, vagina og endetarmsåbningen. Lægemiddelformer til topikal anvendelse omfatter bl.a. cremer, salver, geler, øjendråber, øredråber.
Formålet med topikale lægemidler er som oftest en lokal virkning, men mange topikale lægemidler har også en systemisk virkning. Visse fedtopløselige lægemiddelstoffer kan optages igennem huden. Dette udnyttes ved transdermal administration, hvor bl.a. hormonale kontraceptiva, hormon-substitutionsterapi og stærkt smertestillende lægemidler (fx fentanyl) kan gives som depotplaster og hvor stoffet derefter optages systemisk igennem huden.